# Abel Xavier Nzuzi Lubota
Abel Xavier Nzuzi Lubota é um político angolano da CASA – CE e membro da Assembleia Nacional de Angola.